# 全善 (清朝)
全善，清朝政治人物。
光緒二十八年八月，接替劉樹仁。擔任江蘇荆溪縣知縣。后由奇齡接任。